# Żółta odmiana człowieka

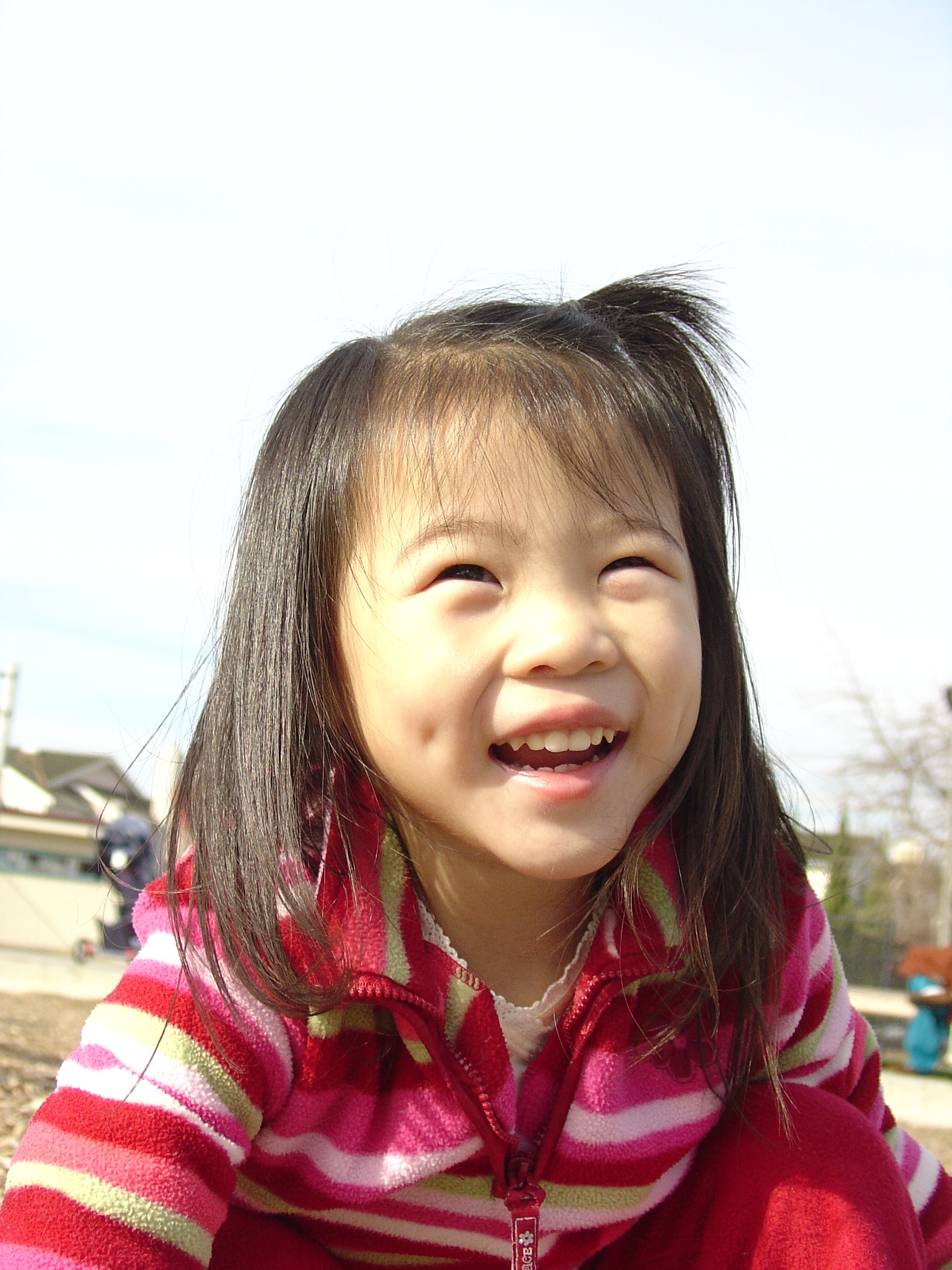
Dziewczynka, przedstawicielka żółtej odmiany człowieka

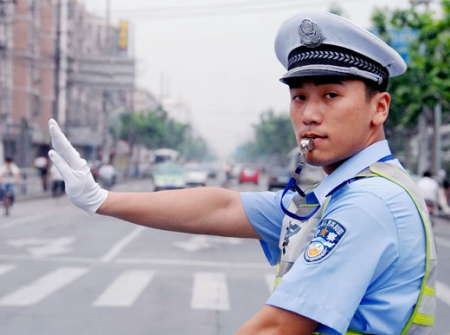
Mężczyzna, przedstawiciel żółtej odmiany człowieka

Żółta odmiana człowieka (mongoloidzi) – jedna z grup wydzielanych historycznie w podziałach antropologicznych gatunku ludzkiego. Po raz pierwszy podziału na odmiany, w którym kryterium był kolor skóry, dokonał Georges Cuvier w roku 1812.
Za charakterystyczne cechy odmiany żółtej, mające być przystosowaniem do warunków klimatycznych Azji uznaje się niski wzrost, długi tułów, krótkie nogi, małą powierzchnię ciała, grube przetłuszczone włosy, płaską twarz, nisko osadzony nos, skośną szparę oczną. Budowa ciała zapewnia ochronę przed zimnem, minimalizując utratę ciepła. Oczy chronione są przed nadmiarem światła w okresie występowania pokrywy śnieżnej.

## Klasyfikacja
Klasyfikacja zaproponowana przez Cuviera została wykorzystana przez kolejnych naukowców. W roku 1947 E.A. Hooton zaproponował podział ludzkości na trzy odmiany, które podzielił dalej na podrasy zasadnicze, podrasy złożone i typy mieszańców. Do pierwotnych ras odmiany żółtej Hooton zaliczył:
- Mongolską klasyczną
- Eskimoską
- Indiańską:
  - Typu indiańskiej długogłowej
  - Typu indiańskiej krótkogłowej
- Indonezyjsko-mongoloidalną:
  - Typu malajsko-mongoloidalnego
  - Typu indonezyjskiego

Klasyfikacja z wyróżnieniem trzech podstawowych odmian została stworzona również w ramach Polskiej Szkoły Antropologicznej przez J. Czekanowskiego. Klasyfikacja ta została skrytykowana przez antropologów będących zwolennikami populacyjnej koncepcji rozumienia rasy.
Nazwy skojarzonej z Mongołami użył po raz pierwszy prawdopodobnie Christoph Meiners. W opublikowanej w roku 1785 Grundriss der Geschichte der Menschheit (Szkic historii ludzkości) podzielił on ludzkość na dwie rasy: tatarsko-kaukaską, którą utożsamiał z pięknem, oraz mongolską, której podstawowym wyróżnikiem była brzydota. Termin ten został wykorzystany i rozpowszechniony przez Johanna Blumenbacha.
Mieszkańcy Azji Środkowej według dawnych teorii wykazują cechy rasy żółtej (zwłaszcza ludy koczownicze, na przykład Kazachowie, Mongołowie, Kirgizi), albo też formy przejściowe między rasą żółtą i białą (zwłaszcza Uzbecy sąsiadujący z białymi Irańczykami).